# XMind
XMind,  è un software open source per il brainstorming e la gestione delle mappe mentali o concettuali sviluppato da XMind Ltd. Questo strumento è utile per acquisire idee, organizzarle sotto forma di grafici di natura diversa, condividerle con altre persone e svilupparle in modo collaborativo. XMind supporta le mappe mentali, le mappe concettuali, i diagrammi a lisca di pesce (diagrammi di Ishikawa), diagrammi ad albero, organigrammi, tabelle logiche e fogli di calcolo. Viene utilizzato spesso per la gestione della conoscenza, i verbali di riunione, la gestione delle attività e il cosiddetto Getting Things Done (GTD). XMind è inoltre compatibile con FreeMind e Freeplane.
XMind viene rilasciato sotto una duplice licenza open source:
la Eclipse Public License v1.0 (EPL) e la GNU Lesser General Public License v3 (LGPL).
La versione Pro di XMIND può esportare le mappe mentali in formato Microsoft Word, PowerPoint, PDF e come documenti Mindjet MindManager.
In XMind, una mappa mentale o un grafico a spina di pesce vengono creati semplicemente premendo Tab, mentre premendo Invio  si possono creare nuovi argomenti (topic) principali e secondari. Ad una mappa mentale (o ad un diagramma a lisca di pesce) possono essere aggiunti poi ulteriori aspetti come confini, relazioni, marcatori, etichette, note, appunti audio, allegati, collegamenti ipertestuali e grafici.
Per poter scaricare il software è necessario prima registrarsi con OpenID sul sito xmind.net.
XMIND 2008 ha vinto il premio "Best Commercial RCP Application" durante l'evento EclipseCon 2008.
XMind 3 ha vinto il premio "The Best Project for Academia" al SourceForge.net Community Choice Awards.
Con la versione web esiste la possibilità di eseguire XMind direttamente dentro il browser, previa registrazione 

## Versioni
| Prodotto / Versione | Data pubblicazione | Licenza            | Piattaforma                           | Linguaggio                                                                 |
| ------------------- | ------------------ | ------------------ | ------------------------------------- | -------------------------------------------------------------------------- |
| XMIND 2007          | 2007/01/01         | Commercial License | Mac OS X e Windows                    | Cinese (semplificato)                                                      |
| XMIND 2007 Update 1 | 2007/04/16         | Commercial License | Mac OS X e Windows                    | Inglese, cinese (semplificato)                                             |
| XMIND 2008          | 2007/10/01         | Commercial License | Mac OS X, Windows e Linux             | Inglese, cinese (semplificato)                                             |
| XMIND 2008 v2.0.4   | 2007/11/04         | Commercial License | Mac OS X, Windows e Linux             | Inglese, cinese (semplificato)                                             |
| XMIND 2008 v2.1     | 2007/12/01         | Commercial License | Mac OS X, Windows e Linux             | Inglese, Tedesco, Cinese (semplificato), cinese (tradizionale)             |
| XMIND 2008 v2.2     | 2008/01/20         | Commercial License | Mac OS X, Windows e Linux             | Inglese, Tedesco, Cinese (semplificato), cinese (tradizionale)             |
| XMIND 2008 v2.3     | 2008/03/31         | Commercial License | Mac OS X, Windows e Linux             | Inglese, Tedesco, Cinese (semplificato), cinese (tradizionale)             |
| XMind v3.0          | 2008/11/14         | EPL e LGPL         | Mac OS X, Windows e Linux 32bit/64bit | Inglese                                                                    |
| XMind v3.0.1        | 2008/12/15         | EPL e LGPL         | Mac OS X, Windows e Linux 32bit/64bit | Inglese, Tedesco, Cinese (semplificato), cinese (tradizionale), giapponese |
| XMind v3.0.2        | 2009/03/21         | EPL e LGPL         | Mac OS X, Windows e Linux 32bit/64bit | Inglese, Tedesco, Cinese (semplificato), cinese (tradizionale), giapponese |
| XMind v3.0.3        | 2009/04/29         | EPL e LGPL         | Mac OS X, Windows e Linux 32bit/64bit | Inglese, Tedesco, Cinese (semplificato), cinese (tradizionale), giapponese |

## Un'applicazione Eclipse
La shell di XMind 3.0 è basata sulla Eclipse Rich Client Platform 3.4, mentre il suo editor si basa sull'Eclipse Graphical Editing Framework. La sua esecuzione richiede la presenza sulla macchina di Java Runtime Environment 5.0 o successivo.

## Formato dei file
XMind  3.0 salva il contenuto in un formato di file XMIND Workbook. Viene utilizzato il suffisso .Xmind, mentre XMIND 2008 utilizzava il suffisso.Xmap.
Una cartella di lavoro XMIND può contenere più di un foglio, come in un programma di fogli di calcolo. Ogni foglio può contenere più argomenti, tra cui un tema centrale, più temi principali e molteplici argomenti mobili. Ogni foglio contiene una mappa mentale o un grafico a lisca di pesce.
Il formato di file.xmind che implementa le cartelle di lavoro XMind consiste in un archivio compresso ZIP contenente un documento XML per il contenuto, un documento XML per gli stili, un file di immagine PNG per le miniature e alcune directory per gli allegati. Il formato del file è aperto e basato su alcuni principi di OpenDocument